# Кубанит
Кубанитът (на английски – Cubanite) е рядък минерал от борнит-халкопиритовата група, медно-железен сулфид. Химическата му формула е CuFe2S3. Процентното съотношение на масите на химичните елементи, които го съставят, е S (сяра) – 35,44%, Fe (желязо) – 41,15% и Cu (мед) – 23,41%. Структурата му представлява вюртцитова свръхструктура, в която медните и железни атоми са разположени в половината от тетраедричните места. Има псевдоизометричен характер.

## Морфология
Кубанитът обикновено се намира във вид на отделни зърна, пластини и люспи. Рядко се среща и във вид на малки кристали (до 5 mm), много от които са сраснали и имат от ясна до неясна цепителност по (001) и (110).
Носи името си от остров Куба, където е открит за първи път в регион Barracanao през 1843 г.

## Физически характеристики[2][4]
- Цвят – медно-жълт до бронзово-жълт, напомнящ цвета на пиротина и халкопирита
- Черта – сиво-черна
- Прозрачност – непрозрачен
- Блясък – метален
- Твърдост по скалата на Моос – 3,5 – 4
- Плътност – 4,076 gr/cm3
- Радиоактивност – 0
- Магнетизъм – силно магнитен
- Цепителност – по (001), (110) и (130)
- Молекулно тегло – 271,44
- Кристална структура – орторомбична 2m/2m/2m

## Други характеристики
- Набраздяване – дълбоко надлъжно
- Свързани минерали – халкопирит, кварц, злато, сидерит, калцит, пирит, пиротит и някои медни сулфиди
- IMA статус – действителен, описан преди 1959 г.
- Година на откриване – 1843
- Произход на името – от името на о. Куба

## Находища
Кубанитът се среща най-често във високотемпературни хидротермални находища и е тясно свързан с халкопирита. Основните му находища са в Куба, район Моа-Бараканао, в пояса Mayarí-Barracanao, провинция Ориенте. Намерен е още и в златно-кварцови жили в Моро-Вело, Бразилия, щат Минаш Жерайш. В Русия се среща в Норилските медно-никелови сулфидни залежи и в северната част на Приладожието. В Европа се намира още в Германия, а в Америка – в мините Хендерсън в Квебек, Канада.
Минералът не се счита за медна руда, тъй като съдържанието на мед в него е недостатъчно. Често обаче се среща като примес на други медни руди, особено на халкопирит и при тяхното преработване се извлича и медта, съдържаща се и в кубанита. Среща се и в златоносните пластове, асоцииран със златни руди.